# جائزة اليابان الكبرى 1989
جائزة اليابان الكبرى 1989 هو سباق فورمولا 1 أقيم بتاريخ 22 أكتوبر 1989 في اليابان. كان الخامس عشر من أصل 16 في بطولة العالم لسباقات الفورمولا واحد موسم 1989. حلّ الإيطالي أليساندرو نانيني أولا بينما جاء الإيطالي ريكاردو باتريس في المركز الثاني وحصل على المركز الثالث البلجيكي تييري بوتسين.